# John S. Glasby
John Stephen Glasby (geboren am 23. September 1928 in East Retford, Nottinghamshire; gestorben am 5. Juni 2011 in England) war ein britischer Chemiker und Astronom, außerdem ein produktiver Autor in den Pulp-Magazinen der 1950er und 1960er Jahre. Neben dem Pseudonym A. W. Merak – abgeleitet von dem Stern Merak im Großen Bären – verwendete er eine große Zahl weiterer Pseudonyme und Verlagsnamen und schrieb außer Science-Fiction auch in anderen Genres wie Horror, Krimi, Mystery, Spionage und Western.

## Leben
Glasby war der Sohn des Lokführers Edgar Stuart Glasby und von Elizabeth Alice, geborene Hempsall. Nach dem Besuch der King Edward VI Grammar School in Retford studierte er Chemie an der University of Nottingham, wo er 1952 mit dem Bachelor abschloss. Nach seinem Studium arbeitete er für Imperial Chemical Industries, zunächst in der Forschung für Sprengstoffe und Raketentreibstoffe, wo er es zum Leiter der Abteilung für physikalische Chemie brachte. Nach 25 Jahren wechselte er in die organische Chemie, wo er im Verlagsbereich und der Öffentlichkeitsarbeit wirkte. 1988 ging er in den Ruhestand.
Sein Interesse an Astronomie führte dazu, dass er sich ab 1958 am Veränderlichenprogramm der British Astronomical Association beteiligte. 1962 wurde er für sieben Jahre zu dessen Leiter bestimmt. Er war Dozent für Astronomie an der Universität Glasgow und Fellow der Royal Astronomical Society.
Ab 1952 begann Glasby Science-Fiction zu schreiben, bald schon zusammen mit dem schon legendär produktiven R. Lionel Fanthorpe für die Reihe der von John Spencer & Co verlegten Badger Books und die damit verbundenen Reihen, Futuristic Science Stories zum Beispiel. Zusammen mit Fanthorpe schrieb er einen Großteil der Titel von Spencer, oft innerhalb von ein paar Tagen und (mehr oder minder) passend zu einem vorgegebenen Cover. Um den Anteil der relativ wenigen Autoren an der Produktion zu verschleiern, wurden Pseudonyme benutzt, oft auch gemeinschaftlich. Die Liste der von Glasby verwendeten Pseudonyme ist lang und reicht von John Adams bis Karl Zeigfried. Seine Produktion insgesamt wird auf über 250 Titel geschätzt, und es ist davon auszugehen, dass längst nicht alle Arbeiten Glasbys zugeordnet werden konnten.
Die Produktion kam Ende der 1960er praktisch zum Erliegen, als sich die Marktbedingungen änderten und der Absatz über die Badger Books zum Erliegen kam. Anfang der 1990er begann dann erneut eine produktive Phase für Glasby mit einem Schwerpunkt im Horror-Bereich, unter anderem mit Geschichten aus Lovecrafts Cthulhu-Universum, namentlich die Sammlung The Substance of a Shade (2003), der Roman The Dark Destroyer (2005) und die Dark Armageddon-Trilogie (2016/2017). Zu nennen sind außerdem Seetee Sun und The Crimson Peril (2007), zwei Fortsetzung zu John Russell Fearns Golden Amazon-Serie. Die alten Titel aus der Badger-Books-Reihe wurden in den 2000ern überarbeitet und bei Orion/Gateway neu aufgelegt.
Neben seinen belletristischen Arbeiten schrieb er eine Reihe von astronomischen Sachbüchern, darunter Boundaries of the Universe (1971), sowie mehrere, teils mehrbändige Fachlexika in den Bereichen der organischen Chemie, Pharmazie und Botanik.
Glasby war seit 1954 mit Janet Beattie Hannah verheiratet. Aus der Ehe stammen fünf Kinder. Glasby starb 2011 im Alter von 82 Jahren.

## Bibliografie

### Science-Fiction und Horror
Dark Armageddon (Trilogie)
- 1 The Coming of Cthugha (2016)
- 2 Dawn of the Old Ones (2016)
- 3 Dark Armageddon (2017)

Romane
- Satellite B.C. (1952, mit Arthur Roberts, als Rand Le Page)
- Cosmic Echelon (1952, mit Arthur Roberts, als Berl Cameron)
- Sphero Nova (1952, mit Arthur Roberts, als Berl Cameron)
- Time and Space (1952, mit Arthur Roberts, als Rand Le Page)
- Zenith-D (1952, mit Arthur Roberts, als Paul Lorraine)
- Zero Point (1952, mit Arthur Roberts, auch als Rand Le Page)
  - Deutsch: Die Stunde Null. Pabel (Utopia Grossband #10), 1954.
- Dawn of the Half-Gods (1953, als Victor La Salle)
- The Uranium Seekers (1953, als Karl Zeigfried)
- Twilight Zone (1953, als Victor La Salle)
- Dark Andromeda (1954, als A. J. Merak)
  - Deutsch: Geheimauftrag Andromeda. Bewin, 1957. Auch als: In geheimer Mission. Moewig (Terra #12), 1958.
- Dark Centauri (1954, auch als Karl Zeigfried)
- This Second Earth (1957, als R. L. Bowers)
- The Time Kings (1958, als J. B. Dexter)
- The World Makers (1958, als John C. Maxwell)
- Dark Conflict (1959, als A. J. Merak)
- No Dawn and No Horizon (1959, auch als The Frozen Planet, 1969, als A. J. Merak)
  - Deutsch: Unternehmen Alpha 1. Moewig (Terra Astra#15), 1971.
- The Dark Millennium (1959, als A. J. Merak)
- Barrier Unknown (1960, als A. J. Merak)
- Black Abyss (1960, als J. L. Powers)
  - Deutsch: Vorstoß in die Galaxis. Balowa / Gebrüder Zimmermann (Balowa Zukunftsroman), 1962. Auch als: Moewig (Terra #295), 1963.
- Hydrosphere (1960, als A. J. Merak)
- Space Void (1960, als John E. Muller, auch als Marston Johns, 1965)
- When the Gods Came (1960, als John Adams)
- Alien (1961, als John E. Muller)
- Day of the Beasts (1961, als John E. Muller)
- The Unpossessed (1961, als John E. Muller)
  - Deutsch: Die mordenden Leichen. Vampir Horror-Roman #74, 1974.
- Edge of Eternity (1962, als John E. Muller)
- In the Beginning (1962, als John E. Muller)
  - Deutsch: 9000 Jahre wie ein Tag. Pabel (Utopia Zukunftsroman #375), 1964.
- Night of the Big Fire (1962, auch als Moon Rocket, 1967, als John E. Muller)
- Dark Legion (1967, als John Crawford)
  - Deutsch: Der Geisterhügel. Vampir Horror-Roman TB #1, 1973.
- Project Jove (1971)
- The Dark Destroyer (2005)
- Mystery of the Crater (2010)

Sammlungen
- Twilight Zone (1959, als Victor La Salle)
- The Substance of a Shade (2003)
- The Lonely Shadows: Tales of Horror and the Cthulhu Mythos (2012)
- The Dark Boatman: Tales of Horror and the Cthulhu Mythos (2012)
- The Thing in the Mist: Selected Stories (2012)
- The Substance of a Shade: And Other Stories (2014)
- The Brooding City and Other Tales of the Cthulhu Mythos (2015)
- Beyond the Rim and Other Tales of Cosmic Horror (2015)

Kurzgeschichten
- Moondust (1952, als A. J. Merak)
- Ghost Moon (1952, als Ray Cosmic)
- The Veiled Planet (1953, als A. J. Merak)
- Time Pit (1953, als Michael Hamilton)
- Ultimate Species (1953, als A. J. Merak)
- The Golden Hibiscus (1953, als A. J. Merak)
- Void Warp (1953, als Ray Cosmic)
- “Zerzuran Plague” (1953, als Michael Hamilton)
- The Storm Movers (1953, als A. J. Merak)
- “Allomorph” (1953, als Ray Cosmic)
- “Stars’ End” (1953, als Max Chartair)
- Moon King (1953, als A. J. Merak)
- Final Answer (1954, als Ray Cosmic)
- Pyramid Problem (1954, als Michael Hamilton)
- Shadow of the Atom (1954, als A. J. Merak)
- Such Worlds Are Dangerous (1954, als A. J. Merak)
- The Aphesian Riddle (1954, als Randall Conway)
- The Entropists (1954, als Randall Conway)
- The Things That Are Mars (1954, als Peter Laynham)
- World of Tomorrow (1954, als Ray Cosmic)
- “Chronolei” (1954, als Max Chartair)
- “Mischa” (1954, als A. J. Merak)
- “The Laughter of Space” (1954, als Michael Hamilton)
- “Ugly Duckling” (1954, als J. J. Hansby)
- Paradise Planet (1954, als Max Chartair)
- The Byarkil Eaters (1954, als A. J. Merak)
- Time Trouble (1954, als Randall Conway)
- Lycanthrope (1954, als Ray Cosmic)
- The Cloak of Darkness (1954, als Max Chartair, auch als H. K. Lennard, 1957)
- The Devil’s Canvas (1954, als A. J. Merak)
- The Gods of Fear (1954, als Randall Conway)
- Vengeance of Set (1954, als Michael Hamilton)
- Beyond the Rim (1954, als A. J. Merak)
- Edge of Darkness (1954, als Max Chartair)
- Frog (1954, als Max Chartair)
- Hunter’s Moon (1954, als Randall Conway)
- The Illusion Makers (1954, als J. J. Hansby)
- Things of the Dark (1954, als A. J. Merak)
- Haunt of the Vampire (1954, als Max Chartair)
- Something from the Sea (1954, als Ray Cosmic, auch als The Sea Thing, 1960, als John Morton)
- The Crystal Skull (1954, als A. J. Merak)
- The Other Seance (1954, als Michael Hamilton)
- Will O’ the Wisp (1954, als Randall Conway)
- A Place of Madness (1954, als A. J. Merak)
- Angel of the Bottomless Pit (1954, als Michael Hamilton)
- The Devil at My Elbow (1954, als Max Chartair)
- The Nightmare Road (1954, als Ray Cosmic)
  - Deutsch: Das Ende der Straße. In: Horden aus der Finsternis. Pabel (Dämonenkiller Taschenbuch #32), 1977.
- The Seventh Image (1954, als Randall Conway)
- House of Unreason (1954, als H. J. Merak)
- The Chair (1954, als Ray Cosmic)
- The Zegrembi Bracelet (1954, als Max Chartair)
- They Fly By Night (1954, als Randall Conway)
- A Little Devil Dancing (1955, als Max Chartair)
- A World Named Creation (1955, als J. J. Hansby)
- Coven of Thirteen (1955, als Michael Hamilton)
- Lurani (1955, als Max Chartair)
- My Name Is Satan (1955, als A. J. Merak)
- Somewhere in the Moonlight (1955, als Michael Hamilton)
- The Dark Ones (1955, als Ray Cosmic)
- The Stairway (1955, als Ray Cosmic)
- The Unseen (1955, als A. J. Merak)
- The Whisper of the Wind (1955, als Randall Conway)
- Time to Die (1955, als Randall Conway)
- Lorelei (1955, als Ray Cosmic)
- The Hungry House (1955, als Randall Conway)
- The Supernaturalist (1955, als A. J. Merak)
- Voice of the Drum (1955, als Michael Hamilton)
- Without a Shadow of Doubt (1955, als Max Chartair)
- Mask of Asmodeus (1955, als Max Chartair)
- Moonbeast (1955, als A. J. Merak)
- Shadow Over Endor (1955, als Ray Cosmic)
- The Crystal Fear (1955, als Michael Hamilton)
- The Hungry Gods (1955, als Randall Conway)
- A Place of Meeting (1955, als Michael Hamilton)
- The Golden Scarab (1955, als Ray Cosmic)
- The Man Who Lost Thursday (1955, als Randall Conway)
- The Reincarnate (1955, als A. J. Merak)
- The Ugly Ones (1955, als Max Chartair)
- Genius (1955, als J. J. Hansby)
- Mr. Pilkington’s Ghost (1957, als J. J. Hansby)
- Nightmare (1957, als Randall Conway)
- The Midnight Walkers (1957, als Michael Hamilton)
- The Three Green Sisters (1957, als A. J. Merak)
- Witch-Water (1957, als Max Chartair)
- It Came by Appointment (1957, als Randall Conway)
- Lord of the Necromancers (1957, als Max Chartair)
- The Haunter (1957, als A. J. Merak)
- The Lonely Things (1957, als Peter Laynham)
- The Night Creatures (1957, als Michael Hamilton)
- No Escape (1957, als J. S. Glasby)
- Dark Kith and Kin (1958, als Peter Laynham)
- Something About Gargoyles (1958, als Randall Conway)
- The Chalice of Circe (1958, als A. J. Merak)
- The Hungry Ones (1958, als Michael Hamilton)
  - Deutsch: Sie sind wieder hungrig. In: Horden aus der Finsternis. Pabel (Dämonenkiller Taschenbuch #32), 1977.
- The Tunnel of Fear (1958, als J. J. Hansby)
- Point of No Return (1959, als Max Chartair)
- Hexerei (1959, als Michael Hamilton)
- Out of the Shadows (1959, als Randall Conway)
- Somewhere the Devil Hides (1959, als Peter Laynham)
- Take the Last Train (1959, als A. J. Merak)
- The Serpent Ring (1959, als Max Chartair)
- Doorway to Darkness (1959, als A. J. Merak)
  - Deutsch: Begegnung mit Mr. Forsythe. In: Horden aus der Finsternis. Pabel (Dämonenkiller Taschenbuch #32), 1977.
- Ebb Tide (1959, als Max Chartair)
- The Crimson Evil (1959, als Peter Laynham)
- The Dark Possessed (1959, als Michael Hamilton)
- The Shadow of Terror (1959, als Randall Conway)
- A Pattern of Evil (1959, als A. J. Merak)
- Dark of the Dawn (1959, als Randall Conway)
- The Creature in the Depths (1959, als J. J. Hansby)
- The Lady Labyrinth (1959, als Max Chartair)
- The Pipes of Pan (1959, als Michael Hamilton)
- Never Look Behind You (1960, als Michael Hamilton)
- Something Old… (1960, als Peter Laynham)
- Strange Company (1960, als Randall Conway)
- The Phantom Wakes (1960, als Max Chartair)
- The Sorcerers of Bast (1960, als A. J. Merak)
- Mythos (1961, als Max Chartair)
- Not Without Sorcery (1961, als Randall Conway)
- Refuge (1961, als Peter Laynham)
- Something About Spiders (1961, als A. J. Merak)
- When Darkness Falls (1961, als Michael Hamilton)
- And Midnight Falls (1962, als Michael Hamilton)
  - Deutsch: Insel des Grauens. In: Das Mitternachtsmuseum. Pabel (Dämonenkiller Taschenbuch #35), 1977.
- Dark Conquest (1962, als Randall Conway)
- The Beckoning Shade (1962, als Max Chartair)
- The Lonely Shadows (1962, als A. J. Merak)
- To Suffer a Witch (1962, als Peter Laynham)
- A Place of Shadows (1963, als Randall Conway)
- Howl at the Moon (1963, als A. J. Merak)
- In the Midst of Night (1963, als Peter Laynham)
- Nightmare on Ice (1963, als Max Chartair)
- Solitude (1963, als Michael Hamilton)
- Body and Soul (1967, als Randall Conway)
- Dust (1967, als Max Chartair)
- Older Than Death (1967, als A. J. Merak)
- That Deep Black Yonder (1967, als A. J. Merak)
- The Black Mirror (1967, als Randall Conway)
- The Dark Time (1967, als Peter Laynham)
- The Haunting of Charles Quintain (1967, als Michael Hamilton)
- The Keeper of Dark Point (1967, als Michael Hamilton)
- The Night-Comer (1967, als J. J. Hansby)
- The Thing in the Mist (1967, als Max Chartair)
- The Visitors (1967, als J. J. Hansby)
- Where Dead Men Dream (1967, als Peter Laynham)
- A Present for Christmas (1989, als A. J. Merak)
- The Dark Boatman (1989)
- The Uninvited (1989)
- Drawn from Life (1989)
- The Dweller in Darkness (1989)
- The Old One (1989)
- The Ring of the Hyades (1989)
- Cyanide for Christmas (1990)
- A Shadow from the Aeons (1990)
- The Brooding City (1990)
- The Dweller Beyond the Gate (1990)
- The Kh’yrog Tablets (1990)
- The Shadow over Redforde (1990)
- Beyond the Bourne (1990)
- The Black Widow (1991)
- The Nameless Tower (1995)
- Return to Y’ha-nthlei (1997)
- Devil Reef (1998)
- The Weird Shadow Over Innsmouth (1999, mit H. P. Lovecraft)
- Footsteps far Below (2001, mit August Derleth)
- A Tangled Web (2003)
- Grandfather (2003)
- Nightfall on Ronan (2003, als A. J. Merak)
- On the Up Line (2003)
- Resurrection Day (2003)
- Sisters (2003)
- Something in the Shadows (2003)
- Somewhere A Voice Is Calling (2003)
- The Dark Threshold (2003)
- The Ending of the Tale (2003)
- The Fount of Fantasy (2003)
- The Hour Before Sundown (2003)
- The Journey (2003)
- The Last Séance (2003)
- The Night-Walker (2003)
- The Resident in No. 13 (2003)
- The Substance of a Shade (2003)
- The Summer House (2003)
- The Visitant (2003)
- Charon’s Curse (2004)
- The Confessional of St. Augustine (2004)
- The Night Visitor (2004)
- Innsmouth Bane (2005)
- The Quest for Y’ha-nthlei (2005)
- Undersea Quest (2005)
- Shirley’s Ghost (2005)
- The House on the Moors (2006)
- Aunt Amelia (2008)
- The Martian Enigma (2008)

### Krimi, Mystery und Spionage
Steve Carradine (Romanserie, auch als Manning K. Robertson)
- Seek And Destroy (1965)
- Blueprint For Destruction (1966)
- The Secret Enemy (1966)
- Twelve Hours To Destiny (1966)
- Night Passage To Kano (1967)
- Pattern For Survival (1967)

Johnny Merak
- The Savage City (2005)
- A Time for Murder (2007)
- Death Never Strikes Twice (2007)
- Murder Is My Shadow (2009)
- Rackets, Inc. (2013)

### Sach- und Fachliteratur
Astronomie
- Variable Stars (1968)
- The Dwarf Novae (1970)
- Boundaries of the Universe (1971)
- Variable Star Observers Handbook (1971)
- The Nebular Variables (1974)
- The Planet Pluto (1975)

Chemie und Pharmazie
- Encyclopedia of the Alkaloids (4 Bde., 1975, 1977 und 1983)
- Encyclopaedia of Antibiotics (1976)
- Encyclopaedia of the Terpenoids (2 Bde., 1982)
- Dictionary of Plants Containing Secondary Metabolites (1991)
- Dictionary of Antibiotic-producing Organisms (1992)